# Analisi agli elementi finiti
L'analisi agli elementi finiti (FEA) è una tecnica di simulazione a computer usata nelle analisi ingegneristiche.
Questa tecnica di simulazione utilizza il Metodo degli elementi finiti (o FEM), il cui obiettivo è essenzialmente la risoluzione in forma discreta e approssimata di generali sistemi di equazioni alle derivate parziali (o PDE).

## Vantaggi e svantaggi
I vantaggi di un'analisi agli elementi finiti consistono nella possibilità di trattare problemi di campo:
- definiti su geometrie complesse, e ciò rappresenta il cuore e la potenza dei metodi FEM
- relativi ad una larga varietà di problemi ingegneristici (di meccanica dei solidi, dei fluidi, del calore, di elettrostatica, ecc.)
- con complesse condizioni di vincolo
- con complesse condizioni di carico

Gli svantaggi dell'analisi consistono: 
- nella impossibilità di generare una soluzione in forma chiusa e parametrizzabile del problema
- nelle approssimazioni della soluzione inerenti all'approccio ad elementi finiti utilizzato
  - errori di discretizzazione del dominio di forma non regolare mediante l'assemblaggio di elementi finiti di forma molto regolare (triangolare o rettangolare nel caso di problemi piani)
  - errori di interpolazione della soluzione all'interno dei singoli elementi finiti mediante semplici funzioni polinomali
  - l'uso di procedure numeriche approssimate per il calcolo di quantità integrali sul dominio degli elementi (quadratura di Gauss, per esempio)
- negli errori connessi alle procedure di calcolo utilizzate:
  - errori di calcolo inerenti al numero limitato di cifre significative con cui lavora un computer ed ai conseguenti troncamenti decimali delle quantità numeriche utilizzate
  - per lo stesso motivo, difficoltà numerica, per il computer, di operare con numeri estremamente grandi ed estremamente piccoli
- nei facili errori di modellizzazione cui l'utente è soggetto

## Procedure di analisi
Oggigiorno sono disponibili una grande varietà di software di analisi agli elementi finiti, sia di tipo libero che commerciale. Comune a tutti i pacchetti software è la suddivisione del processo di analisi in tre tempi:
- Il pre-processing dove è costruito il modello ad elementi finiti
- Il processing di analisi vero e proprio con la risoluzione del problema agli elementi finiti
- Il post-processing dove viene elaborata e rappresentata la soluzione

In particolare il pre-processing si articola:
1. nella scelta del tipo di analisi da effettuare (analisi statica/dinamica/termica, lineare o non lineare/dipendente o meno dal tempo, ecc.)
2. nella scelta del tipo di elementi finiti (per problemi piani o tridimensionali, ad andamento polinomiale lineare/quadratico/ecc, di tipo asta/trave/lastra/piastra/guscio/tridimensionale, ecc.)
3. nella definizione dei parametri che caratterizzano il comportamento costitutivo dei materiali
4. nella definizione del reticolo di nodi del problema discreto
5. nella costruzione della discretizzazione ad elementi finiti assegnando per ognuno i nodi a cui essi fanno riferimento
6. applicando le condizioni di vincolo e di carico

Il post-processing elabora e rappresenta la soluzione sia nelle quantità fondamentali, rappresentate direttamente in forma discreta nel metodo FEM (per esempio, gli spostamenti in ambito strutturale) sia delle quantità da esse derivate, importanti nella fisica del problema analizzato (per esempio le tensioni, in un approccio compatibile in problemi strutturali). 
Nei software commerciali, entrambi il preprocessing ed il post-processing fanno sempre uso di una interfaccia grafica che ne rende agevole l'interazione con l'utente.

## Elenco di software per l'analisi agli elementi finiti

### Open source
- CalculiX, (Per Windows)
- CAElinux, su caelinux.com. URL consultato il 28 maggio 2009 (archiviato dall'url originale il 29 maggio 2009).
- Aster, su code-aster.org.
- DEAL.II, su dealii.org.
- DUNE (Distributed and Unified Numerics Environment)
- Elmer FEM solver, su research.csc.fi.
- FEATool, su featool.com.
- FEniCS Project, su fenics.org. URL consultato il 25 agosto 2008 (archiviato dall'url originale il 18 maggio 2008).
- FElt, su felt.sourceforge.net.
- freeFEM, su freefem.org.
- GetDP, su geuz.org.
- Impact, su impact.sourceforge.net.
- OOFEM, su oofem.org.
- OpenSees (Fem per problemi sismici dell'università di Berkeley)
- PETScFEM, su cimec.org.ar.
- Salome, su salome-platform.org.
- SLFFEA, su slffea.sourceforge.net.
- Sundance, su software.sandia.gov. URL consultato il 25 agosto 2008 (archiviato dall'url originale il 18 maggio 2008).
- Z88_FEM_Software, su z88.org.

### Commerciali
- ABAQUS [collegamento interrotto], su simulia.com.
- Altair RADIOSS, su altair.com.
- Altair OptiStruct, su altair.com.
- ADINA R&D, Inc., su adina.com.
- ALGOR Incorporated
- ANSYS, su ansys.com.
- Autodesk Nastran
- SIMULIA Abaqus, su simulia.com.
- CASTEM CAST3M, su www-cast3m.cea.fr.
- COMSOL Multiphysics, su comsol.com.
- COSMOS CosmosWorks, su cosmosm.com.
- EDISIS, su newsoft-eng.it.
- Esi, su esi-italia.it. URL consultato il 2 febbraio 2011 (archiviato dall'url originale il 12 febbraio 2011).
- EuroPlexus EuroPlexus, su europlexus.jrc.ec.europa.eu. URL consultato il 17 maggio 2019 (archiviato dall'url originale il 20 aprile 2012).
- Femap, su plm.sw.siemens.com.
- GTSTRUDL30, su gtstrudl.gatech.edu. URL consultato il 20 ottobre 2008 (archiviato dall'url originale il 18 ottobre 2008).
- Go-Mesh, su we.go-mesh.it. URL consultato il 17 maggio 2019 (archiviato dall'url originale il 3 giugno 2013).
- JMAG, su advancedmotortech.com. URL consultato il 26 agosto 2008 (archiviato dall'url originale il 20 settembre 2008).
- LISA, su lisa-fet.com.
- LUSAS, su lusas.it.

- LS-DYNA, LSTC - Livermore Software Technology Corporation
- MARC, su mscsoftware.com.
- Morfeo, su cenaero.be.
- MSC-Nastran, su mscsoftware.com.
- Nastran In-CAD, Autodesk
- NISA, su nisasoftware.com.
- PAM, su esi-group.com.
- PERMAS, su intes.de.
- Range Software, su range-software.com.
- RFEM, su dlubal.com.
- SAMCEF, su lmsitaly.com. URL consultato il 19 marzo 2014 (archiviato dall'url originale il 19 marzo 2014).
- SAP2000, su csiberkeley.com.
- SDC Verifier, su sdcverifier.com.
- STRAND7 Pty. Ltd.
- SYSTUS, su esi-group.com. URL consultato il 29 aprile 2019 (archiviato dall'url originale il 21 settembre 2010).
- SYSWELD, su esi-group.com. URL consultato il 29 aprile 2019 (archiviato dall'url originale il 4 novembre 2008).
- Frame Simulator, su fluidinteractive.com. URL consultato il trasmittanza serramenti (Windows e Mac OS X).
- Mold Simulator, su fluidinteractive.com. URL consultato il analisi ponti termici (Windows e Mac OS X).
- TerMus-PT, su acca.it. URL consultato il Software Calcolo Ponti Termici.

www.meshparts.de